# Onthophagus amblychromatus
Onthophagus amblychromatus là một loài bọ cánh cứng trong họ Bọ hung (Scarabaeidae).